# Gymnoconia nitens
Gymnoconia nitens är en svampart som först beskrevs av Ludwig David von Schweinitz, och fick sitt nu gällande namn av F. Kern & Thurst. 1929. Gymnoconia nitens ingår i släktet Gymnoconia och familjen Phragmidiaceae.   Inga underarter finns listade i Catalogue of Life.